# Битва під Погостом
Битва під Погостом — збройне зіткнення, що відбулося 4 вересня 1648 року під час Хмельниччини.
Наприкінці серпня 1648 року повстанці під проводом самопроголошеного гетьмана Яна Соколовського (він же Соковський) почали облогу Слуцька, ця фортеця була власністю князя Богуслава Радзивіла і знаходилася в Новгородському воєводстві. Обороною фортеці керував віленський підстаростий Ян Сосновський.
Після трьох невдалих штурмів, зазнавши значних втрат і близько 600 убитих (переважно черні), козаки почали відступ. У погоню за відступаючим ворогом Сосновський послав 600 вершників. Після трьохверстової погоні 4 вересня литовці наздогнали козаків-утікачів біля містечка Погост (приблизно 36 км від Слуцька) на переправі через річку Случ. Міст через річку, ймовірно, був перекритий відступаючими возами.
На передньому плані зав'язався бій, де багатолюдний натовп повстанців чинив запеклий опір литовським вершникам. У цей час селянин вказав литовцям на найближчий брід через річку, через який кілька хоругв Сосновського непомітно перейшли на інший берег і вийшли в тил повстанців. Серед здивованих повстанців почалася паніка. Побиті козаки врятувалися втечею. Втікачів гнали аж до Турова. Козацькі втрати становили 2 тис. убитих (помер серед інших військовий писар Турчинович) і багато полонених, литовці відправили шістьох «значніших» полонених до Вільного, Соколовський був важко поранений і невдовзі помер у Петриковіцах, литовці також зазнали значних втрат.